# Frontera entre Nauru i Kiribati
La frontera entre Nauru i Kiribati és una frontera internacional completament marítima i es troba a l'oceà Pacífic. Delimita la zona econòmica exclusiva entre els dos països sota la forma d'una línia recta de 335 milles marines fortament orientada nord-sud a mig camí entre Nauru i l'illa gilbertina de Banaba.